# 히틀러의 아이들
《히틀러의 아이들》(영어: Hitler's Children)은 2011년에 개봉한 이스라엘-독일 합작 다큐멘터리 영화로, 히틀러의 측근들이 홀로코스트의 공포와 그들의 성과 가족 관계를 어떻게 다루는지를 그린 영화이다. 그들은 그들이 일상 생활에서 가지고 다니는 죄책감과 책임감의 갈등된 감정과 형제자매와 다른 가족 구성원들의 이질적인 반응을 묘사한다.

## 같이 보기
- 상속 (영화)